# Theretra spilota
Theretra spilota är en fjärilsart som beskrevs av Moore 1857. Theretra spilota ingår i släktet Theretra och familjen svärmare. Inga underarter finns listade i Catalogue of Life.